# 유비칸역
유비칸역(일본어: 有備館駅)은 일본 미야기현 오사키시에 위치한 동일본 여객철도 리쿠우토 선의 철도역이다. 단선 승강장 1면 1선의 구조를 갖춘 지상역이다.

## 역 주변
- 이와데야마 성 터

## 역사
- 1996년 3월 16일 : 개업.

## 인접 역
| ■ 리쿠우토 선          | ■ 리쿠우토 선 | ■ 리쿠우토 선      |
| ---------------------- | ------------- | ------------------ |
| 이와데야마 고고타 방면 | ■ 리쿠우토 선 | 가미노메 신조 방면 |